# (2334) Cuffey
(2334) Cuffey (1962 HD; 1949 QK; 1955 FK1; 1959 NM; 1962 JQ; 1966 PR; 1982 DK5) ist ein Asteroid des mittleren Hauptgürtels, der am 27. April 1962 im Rahmen des Indiana Asteroid Programs am Goethe-Link-Observatorium in Brooklyn, Indiana (IAU-Code 760) entdeckt wurde. Durch das Indiana Asteroid Program wurden insgesamt 119 Asteroiden neu entdeckt.

## Benennung
(2334) Cuffey wurde nach James Cuffey, der Mitglied der Fakultät der Indiana University Bloomington von 1946 bis 1966 und dann Mitglied der Fakultät der New Mexico State University bis 1976 war. Er war maßgeblich daran beteiligt, das Indiana Asteroid Program zu starten.